# 遵西
遵西（じゅんさい、生年不詳 - 建永2年2月9日（1207年3月9日））は、平安時代末期から鎌倉時代初期にかけての浄土宗の僧。父は中原師秀。房名は安楽房（この房名から安楽とも称される）。俗名は中原師広。

## 人物略歴
大蔵卿高階泰経に仕えた後、出家して法然に師事した。建久3年（1192年）、法然が大和国八道見仏の発願により八坂引導寺で別時念仏を修する際、遵西は住蓮とともに六時礼讃を勤行している。建久9年（1198年）、法然が『選択本願念仏集』を撰述する際には、その達筆の故に執筆役を命じられている。が、それを驕った為に途中で執筆役を解任されてしまった。
音楽的才能に恵まれ、同門の住蓮とともに六時礼讃に曲節をつけて念仏の信者たちに合唱させ、専修念仏の普及に大きな役割を果たした。しかし、元久2年（1205年）に興福寺の僧徒から『興福寺奏状』をもって専修念仏停止の訴えがあった際、行空とともに非難の的となり、建永2年/承元元年（1207年）、後鳥羽上皇の女房たちが遵西達に感化されて出奔同然に出家した件等で罪に問われ、羅切（陰茎切断）の上、弟子とともに斬首刑に処せられた。
この事件は、法然が讃岐に、親鸞が越後に、それぞれ配流された承元の法難の直接のきっかけとなった。